# 鲁尔斯托夫
鲁尔斯托夫是德国下萨克森州的一个市镇。总面积22.82平方公里，总人口1846人，其中男性898人，女性948人（2011年12月31日），人口密度81人/平方公里。